# Dobrna
Dobrna – wieś w Słowenii, w gminie Dobrna. W 2018 roku liczyła 535 mieszkańców.
Jest miejscowością uzdrowiskową. Leży 19 na północny zachód od Celje, w dolinie rzeki Dobrnicy. Na jej terenie znajdują się źródła wód termalnych, pierwszy raz wzmiankowane w 1403 roku. W 1624 roku utworzono pierwsze kąpielisko.